# Gladys Egan
Gladys Egan (New York, 24 maggio 1900 – Lemon Grove, 8 marzo 1985) è stata un'attrice statunitense, una delle prime attrici bambine del cinema muto, attiva in oltre 100 pellicole dal 1908 al 1914 (tra gli 8 e i 14 anni d'età).

## Biografia
Nata a Manhattan nel 1900, Gladys Egan fu una diva bambina del cinema muto: nei sei anni della sua carriera, dal 1908 al 1914, girò ben 105 film.
Debuttò a otto anni in The Adventures of Dollie, il primo film firmato da David W. Griffith. Messa sotto contratto dalla Biograph, in altri 92 dei suoi film sarà diretta sempre da Griffith.
La sua ultima interpretazione fu in Men and Women di James Kirkwood, dove recita in un ruolo di orfanella accanto a Lionel Barrymore e Blanche Sweet. Dopo questo film del 1914, si ritirò dagli schermi.
Morì l'8 marzo 1985 a Lemon Grove, California, USA a 84 anni.

## Riconoscimenti
- Young Hollywood Hall of Fame (1908-1919)

## Filmografia
La filmografia, composta tutta di cortometraggi. secondo IMDb è completa. Quando manca il nome del regista, questo non viene riportato nei titoli. Il segno <> indica i film dei quali non si conosce l'esistenza di copie e che sono oggi considerati perduti.
- The Adventures of Dollie, regia di David W. Griffith e Billy Bitzer – cortometraggio (1908)
- <> Behind the Scenes, regia di David W. Griffith – cortometraggio (1908)
- <> The Stolen Jewels, regia di David W. Griffith – cortometraggio (1908)
- The Zulu's Heart, regia di David W. Griffith – cortometraggio (1908)
- <> The Vaquero's Vow, regia di David W. Griffith – cortometraggio (1908)
- Romance of a Jewess, regia di David W. Griffith – cortometraggio (1908)
- After Many Years, regia di David W. Griffith – cortometraggio (1908)
- An Awful Moment, regia di David W. Griffith – cortometraggio (1908)
- <> The Christmas Burglars, regia di David W. Griffith – cortometraggio (1908)
- The Heart of an Outlaw, regia di David W. Griffith – cortometraggio (1909)
- <> One Touch of Nature, regia di David W. Griffith – cortometraggio (1909)
- The Girls and Daddy, regia di David W. Griffith – cortometraggio (1909)
- The Golden Louis, regia di David W. Griffith – cortometraggio (1909)
- <> The Roue's Heart, regia di David W. Griffith – cortometraggio (1909)
- <> I Did It, regia di David W. Griffith – cortometraggio (1909)
- The Voice of the Violin, regia di David W. Griffith – cortometraggio (1909)
- <> The Medicine Bottle, regia di David W. Griffith – cortometraggio (1909)
- <> Jones and His New Neighbors, regia di David W. Griffith – cortometraggio (1909)
- A Drunkard's Reformation, regia di David W. Griffith – cortometraggio (1909)
- What Drink Did, regia di David W. Griffith – cortometraggio (1909)
- The Lonely Villa, regia di David W. Griffith – cortometraggio (1909)
- The Faded Lilies, regia di David W. Griffith – cortometraggio (1909)
- Was Justice Served?, regia di David W. Griffith – cortometraggio (1909)
- The Way of Man, regia di David W. Griffith – cortometraggio (1909)
- The Message, regia di David W. Griffith – cortometraggio (1909)
- Il medico di campagna (The Country Doctor), regia di David W. Griffith – cortometraggio (1909)
- Jealousy and the Man, regia di David W. Griffith – cortometraggio (1909)
- A Convict's Sacrifice, regia di David W. Griffith – cortometraggio (1909)
- <> The Slave, regia di David W. Griffith – cortometraggio (1909)
- They Would Elope, regia di David W. Griffith – cortometraggio (1909)
- The Seventh Day, regia di David W. Griffith – cortometraggio (1909)
- The Children's Friend, regia di David W. Griffith – cortometraggio (1909)
- A Fair Exchange, regia di David W. Griffith – cortometraggio (1909)
- Wanted, a Child, regia di David W. Griffith – cortometraggio (1909)
- The Little Teacher, regia di David W. Griffith – cortometraggio (1909)
- His Lost Love, regia di David W. Griffith – cortometraggio (1909)
- In the Watches of the Night, regia di David W. Griffith – cortometraggio (1909)
- What's Your Hurry?, regia di David W. Griffith – cortometraggio (1909)
- In the Window Recess, regia di David W. Griffith – cortometraggio (1909)
- Through the Breakers, regia di David W. Griffith – cortometraggio (1909)
- A Corner in Wheat, regia di David W. Griffith – cortometraggio (1909)
- In a Hempen Bag, regia di David W. Griffith – cortometraggio (1909)
- A Trap for Santa Claus, regia di David W. Griffith – cortometraggio (1909)
- In Little Italy, regia di David W. Griffith – cortometraggio (1909)
- The Rocky Road, regia di David W. Griffith – cortometraggio (1909)
- On the Reef, regia di David W. Griffith – cortometraggio (1909)
- The Call, regia di David W. Griffith – cortometraggio (1910)
- One Night and Then, regia di David W. Griffith – cortometraggio (1910)
- <> The Englishman and the Girl, regia di David W. Griffith – cortometraggio (1910)
- The Newlyweds, regia di David W. Griffith – cortometraggio (1910)
- Gold Is Not All, regia di David W. Griffith – cortometraggio (1910)
- As It Is in Life, regia di David W. Griffith – cortometraggio (1910)
- Thou Shalt Not, regia di David W. Griffith – cortometraggio (1910)
- <> The Way of the World, regia di David W. Griffith – cortometraggio (1910)
- The Unchanging Sea, regia di David W. Griffith – cortometraggio (1910)
- A Child of the Ghetto, regia di David W. Griffith – cortometraggio (1910)
- In the Border States, regia di David W. Griffith – cortometraggio (1910)
- A Child's Impulse, regia di David W. Griffith – cortometraggio (1910)
- A Child's Faith, regia di David W. Griffith – cortometraggio (1910)
- As the Bells Rang Out!, regia di David W. Griffith – cortometraggio (1910)
- Unexpected Help, regia di David W. Griffith – cortometraggio (1910)
- The House with Closed Shutters, regia di David W. Griffith – cortometraggio (1910)
- A Salutary Lesson, regia di David W. Griffith – cortometraggio (1910)
- The Usurer, regia di David W. Griffith – cortometraggio (1910)
- The Sorrows of the Unfaithful, regia di David W. Griffith – cortometraggio (1910)
- Little Angels of Luck, regia di David W. Griffith – cortometraggio (1910)
- A Summer Tragedy co-regia Frank Powell e David W. Griffith – cortometraggio (1910)
- Rose O'Salem Town, regia di David W. Griffith – cortometraggio (1910)
- Examination Day at School, regia di David W. Griffith – cortometraggio (1910)
- The Iconoclast, regia di David W. Griffith – cortometraggio (1910)
- The Broken Doll, regia di David W. Griffith – cortometraggio (1910)
- The Banker's Daughters, regia di David W. Griffith – cortometraggio (1910)
- The Passing of a Grouch, regia di Frank Powell – cortometraggio (1910)
- Waiter No. 5, regia di David W. Griffith – cortometraggio (1910)
- The Troublesome Baby, regia di Frank Powell – cortometraggio (1910)
- A Child's Stratagem, regia di David W. Griffith – cortometraggio (1910)
- His Sister-In-Law, regia di David W. Griffith – cortometraggio (1910)
- His Trust, regia di David W. Griffith – cortometraggio (1910)
- His Trust Fulfilled, regia di David W. Griffith – cortometraggio (1911)
- Conscience, regia di David W. Griffith – cortometraggio (1911)
- Paradise Lost, regia di David W. Griffith – cortometraggio (1911)
- The Two Sides, regia di David W. Griffith – cortometraggio (1911)
- The Crooked Road, regia di David W. Griffith – cortometraggio (1911)
- A Romany Tragedy, regia di David W. Griffith – cortometraggio (1911)
- Fighting Blood, regia di David W. Griffith – cortometraggio (1911)
- Bobby, the Coward, regia di David W. Griffith – cortometraggio (1911)
- The Last Drop of Water, regia di David W. Griffith – cortometraggio (1911)
- The Ruling Passion, regia di David W. Griffith – cortometraggio (1911)
- <> The Village Hero, regia di Mack Sennett – cortometraggio (1911)
- The Making of a Man, regia di David W. Griffith – cortometraggio (1911)
- The Empty Crib (1911)
- Mrs. Matthews, Dressmaker, regia di F.J. Grandon (Francis J. Grandon) (1912) – cortometraggio
- The Sunbeam, regia di David W. Griffith – cortometraggio (1912)
- The Romance of an Old Maid, regia di Otis Turner – cortometraggio (1912)
- All for Her, regia di Herbert Brenon – cortometraggio (1912)
- His Love of Children
- Votes for Women, regia di Hal Reid – cortometraggio (1912)
- The Heart of a Gypsy, regia di Herbert Brenon – cortometraggio (1912)
- <> A Child's Remorse, regia di David W. Griffith – cortometraggio (1912)
- The Inner Circle, regia di David W. Griffith – cortometraggio (1912)
- <> In the North Woods, regia di David W. Griffith – cortometraggio (1912)
- The Painted Lady, regia di David W. Griffith – cortometraggio (1912)
- Fate, regia di David W. Griffith – cortometraggio (1913)
- The Dream Home, regia di Lawrence B. McGill – cortometraggio (1913)
- McGann and His Octette, regia di Edward Dillon – cortometraggio (1913)
- <> Red and Pete, Partners, regia di Anthony O'Sullivan – cortometraggio (1913)
- Ten Nights in a Barroom, regia di Lee Beggs – cortometraggio (1913)
- Men and Women, regia di James Kirkwood  – cortometraggio (1914)